# Prudhomat
Prudhomat település Franciaországban, Lot megyében. Lakosainak száma 735 fő (2022. január 1.). Prudhomat Autoire, Bretenoux, Gintrac, Girac, Loubressac, Saint-Michel-Loubéjou és Tauriac községekkel határos.

## Népesség
A település népességének változása:
| Lakosok száma | 472  | 545  | 594  | 674  | 738  | 723  | 715  | 718  | 724  | 735  |
|               | 1968 | 1982 | 1990 | 2006 | 2013 | 2015 | 2017 | 2019 | 2020 | 2022 |